# Ribes mandshuricum
Ribes mandshuricum är en ripsväxtart som först beskrevs av Carl Maximowicz, och fick sitt nu gällande namn av Vladimir Leontjevitj Komarov. Ribes mandshuricum ingår i släktet ripsar, och familjen ripsväxter.

## Underarter
Arten delas in i följande underarter:
- R. m. subglabrum
- R. m. villosum

## Bildgalleri

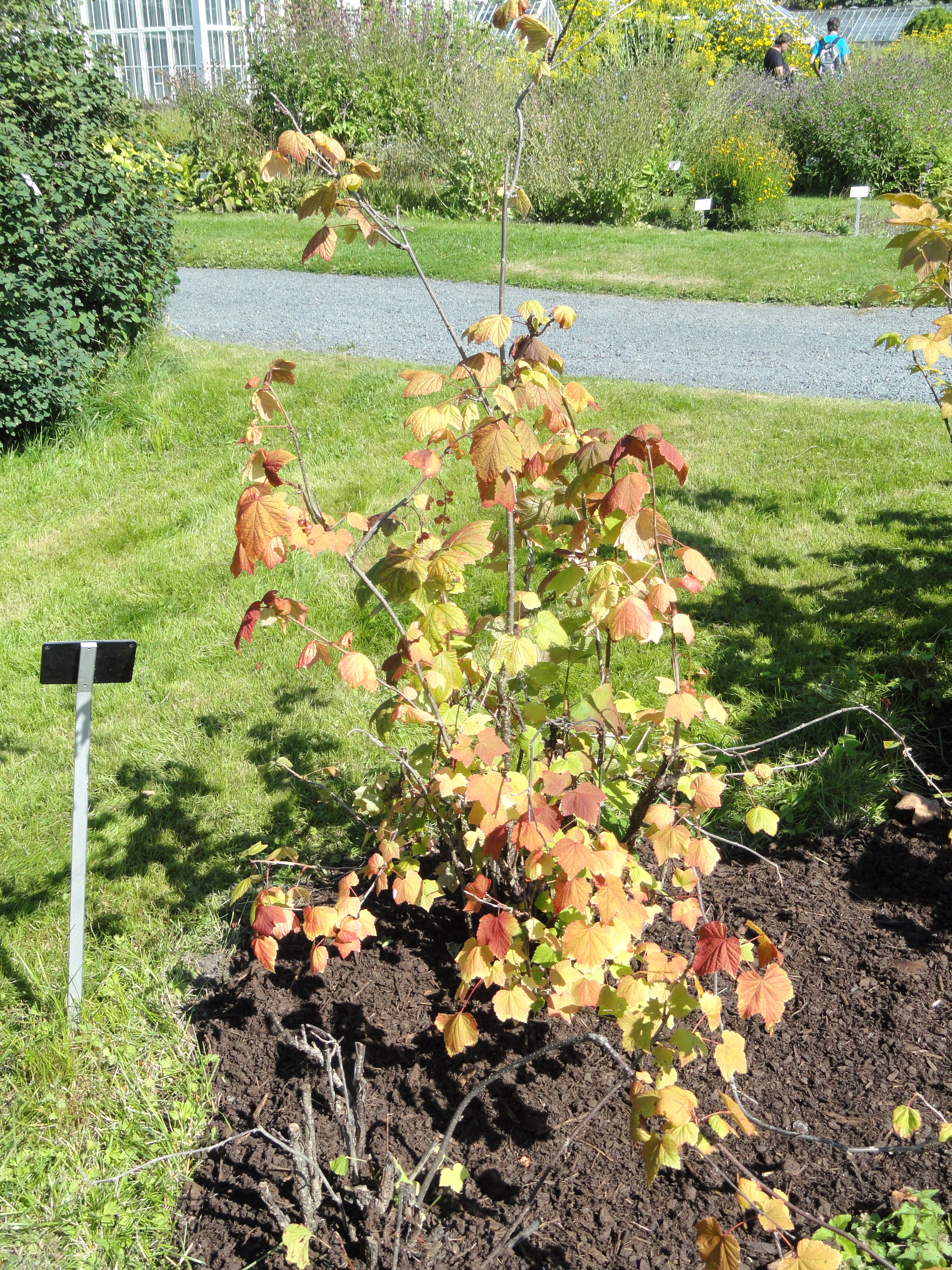
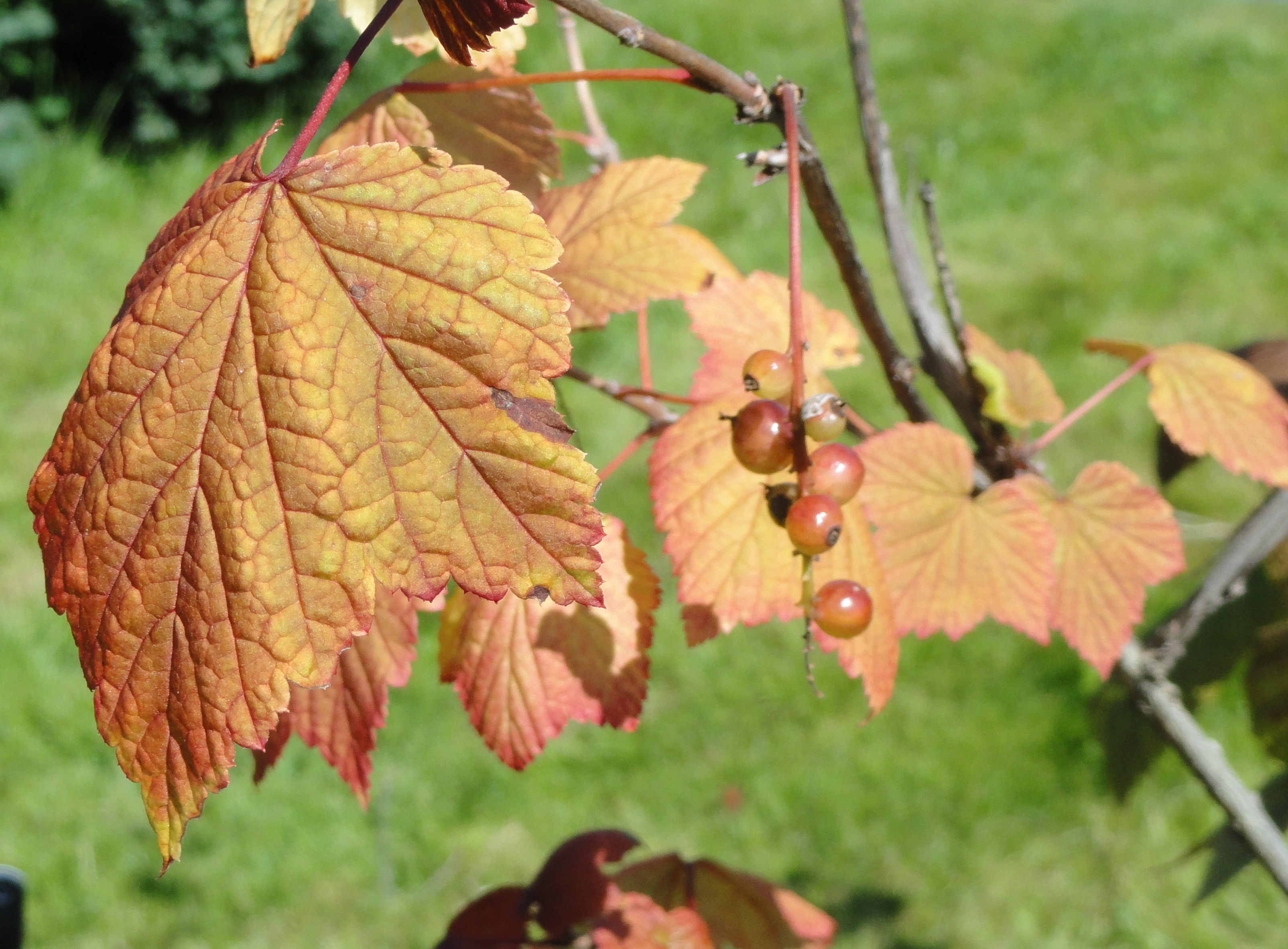